# Comuna de Dukla
Dukla (em polonês/polaco: Gmina Dukla) é uma comuna) na Polônia, na voivodia de Subcarpácia e no condado de Krosno. A sede do condado é a cidade de Dukla.
De acordo com os censos de, a comuna tem 17019 habitantes, com uma densidade 51 hab/km².

## Área
Estende-se por uma área de 332,5 km², incluindo:
- área agrícola: 41%
- área florestal: 52%

## Demografia
Dados de 31 de Dezembro de 2006:
|                      | Total   | Total | Mulheres | Mulheres | Homens  | Homens |
| -------------------- | ------- | ----- | -------- | -------- | ------- | ------ |
|                      | pessoas | %     | pessoas  | %        | pessoas | %      |
| População            | 17 019  | 100   | 8683     | 51       | 8336    | 49     |
| Densidade (pop./km²) | 51      | 100   | 26       | 26       | 25      | 25     |

De acordo com dados de 2002, o rendimento médio per capita ascendia a 1308,26 zł.

## Subdivisões
- Barwinek, Cergowa, Chyrowa, Daliowa, Głojsce, Iwla, Jaśliska, Jasionka, Lipowica, Łęki Dukielskie, Mszana, Myszkowskie, Nadole, Nowa Wieś, Olchowiec, Posada Jaśliska, Równe, Szklary, Teodorówka, Trzciana, Tylawa, Wietrzno, Wola Niżna, Zawadka Rymanowska, Zboiska, Zyndranowa.

## Comunas vizinhas
- Chorkówka, Iwonicz-Zdrój, Komańcza, Krempna, Miejsce Piastowe, Nowy Żmigród, Comuna de Rymanów.